# آکسلی پارک (نیو ساوت ولز)
آکسلی پارک (به انگلیسی: Oxley Park) یک حومه شهر در استرالیا است که در نیو ساوت ولز واقع شده‌است.